# Jens Becker (Bassist)

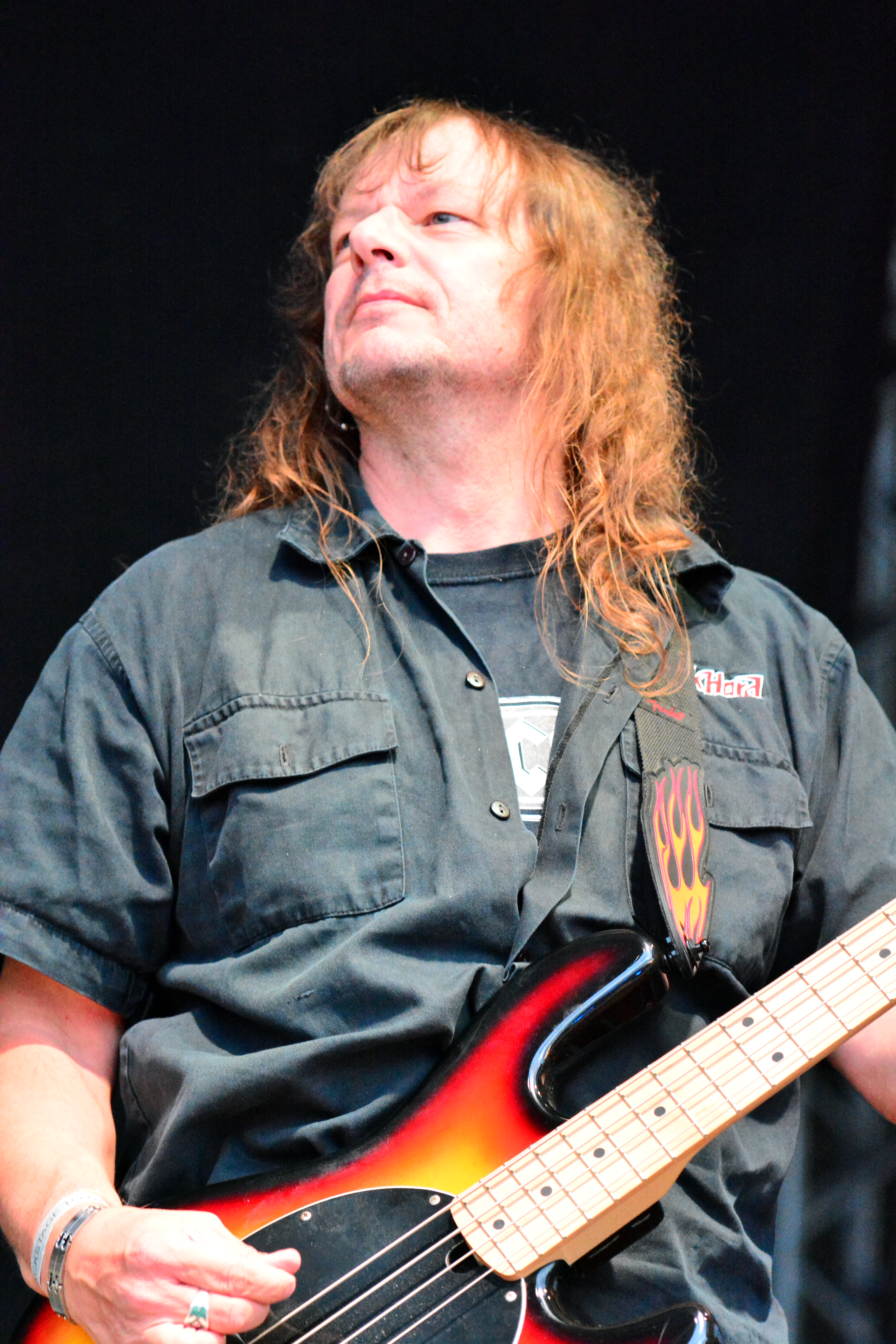
Jens Becker (2014)

Jens Becker (* 24. Mai 1965 in Fürth) ist ein deutscher Musiker. Er ist Bassist der Heavy-Metal-Band Grave Digger.

## Biografie
Er spielte von 1987 bis 1992 als Bassist in der deutschen Heavy-Metal-Band Running Wild. Nach dem Split zwischen dem Frontmann von Running Wild Rolf Kasparek und dem Rest der Band (Jens Becker, Axel Morgan und Stefan Schwarzmann), gründeten diese gemeinsam X-Wild, welche 1993 ihr Debütalbum veröffentlichten. Jedoch lösten sich diese einige Jahre später auf, Jens Becker stieg daraufhin 1997 bei Grave Digger ein. Zudem spielt er den Bass bei der Hamburger AC/DC-Coverband Bon Scott und bei Zillion.
Im Jahr 2008 war er an Markus Grosskopfs Nebenprojekt Bassinvaders beteiligt, welches bei der Produktion des bisher einzigen Albums auf jede Form sechssaitiger Instrumente verzichtete.

## Diskografie

### Alben

#### Grave Digger
- 1998: Knights of the Cross
- 1999: Excalibur
- 2001: The Grave Digger
- 2002: Tunes of Wacken (Livealbum)
- 2003: Rheingold
- 2005: The Last Supper
- 2005: 25 to Live (Livealbum)
- 2007: Liberty or Death
- 2009: Ballads of a Hangman
- 2010: The Clans Will Rise Again
- 2012: Clash of the Gods
- 2014: Return of the Reaper
- 2017: Healed by Metal
- 2018: The Living Dead
- 2020: Fields of Blood
- 2022: Symbol of Eternity
- 2025: Bone Collector

#### Running Wild
- 1988: Ready for Boarding (Livealbum)
- 1988: Port Royal
- 1989: Death or Glory
- 1991: Blazon Stone

#### X-Wild
- 1993: So What!
- 1994: Monster Effect
- 1996: Savageland

#### Zillion
- 2004: Zillion

Devil's Train
- 2022: Ashes & Bones

### Als Gast/Sessionmitglied

#### Crossroads
- 1992: Hype

#### Bassinvaders
- 2008: Hellbassbeaters